# Artur Lundkvist

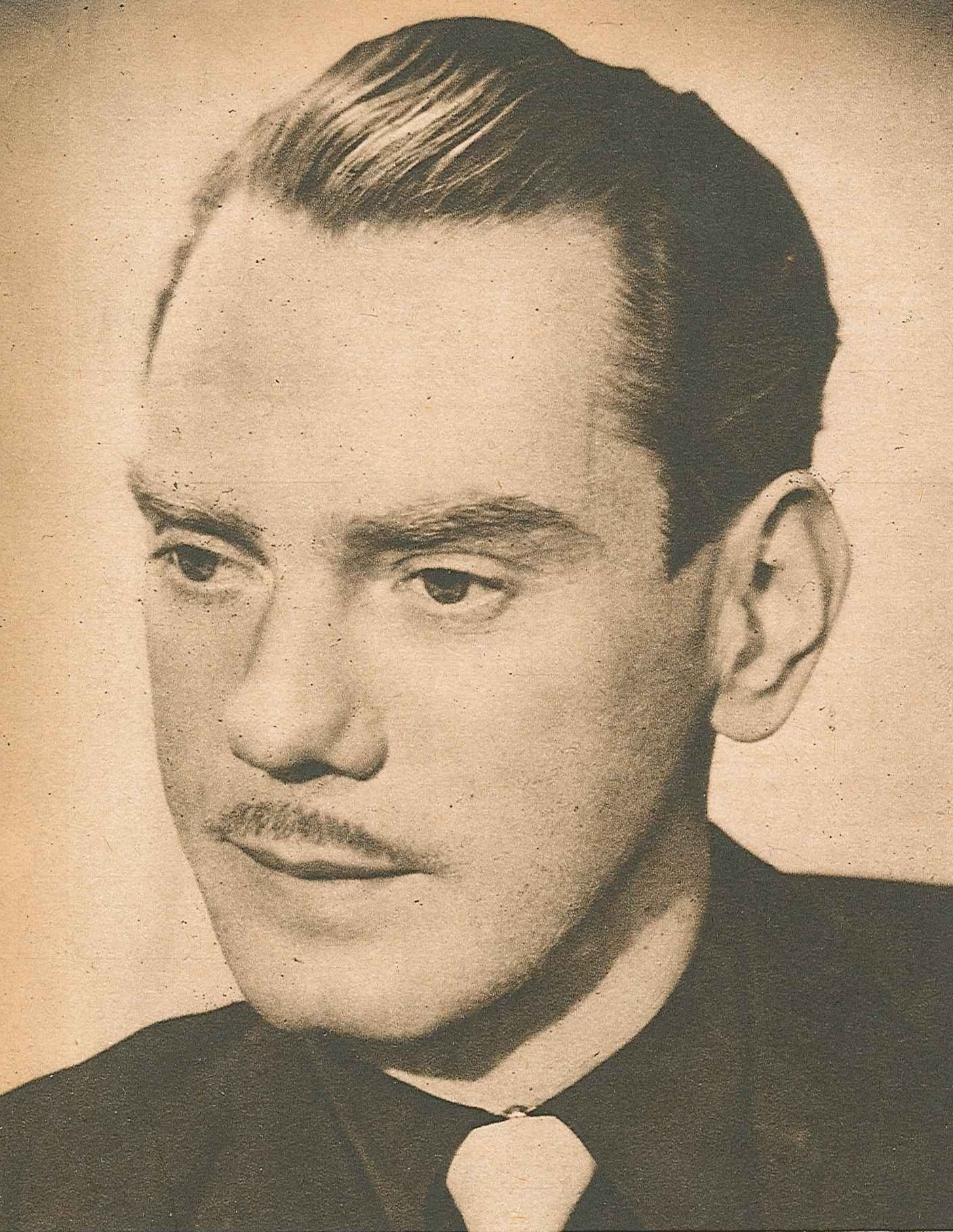
Artur Lundkvist

Artur Lundkvist (n. 3 martie 1906 - d. 11 decembrie 1991) a fost un poet, prozator și critic literar suedez. Acesta a scris în jur de 80 de cărți, iar operele sale au fost traduse în mai mult de 30 de limbi. Lundkvist a mai publicat poeme, printre care Om natten (În noapte).
A întemeiat gruparea literară Fem Unga.
A fost unul dintre principalii reprezentanți și teoreticieni ai modernismului suedez.
A scris o lirică suprarealistă, transcriind impresiile subconștientului și ale visului sau a explorat teme citadine și rurale, dominate de ideea libertății sociale și morale.
A fost un critic literar de notorietate, exercitând o considerabilă influență în publicațiile: Bonniers litteräre magasin, Dagens Nyheter, Carovana, Morgon-Tidningen, Poesi.
S-a căsătorit cu poeta Maria Wine în anul 1936.

## Scrieri
- 1929: Naket liv (Viața goală)
- 1930: Svart stad (Orașul negru)
- 1937: Sirensång (Cântecul sirenei)
- 1957: Vulkanisk kontinent  (Continentul vulcanic. O călătorie prin America de Sud)
- 1962: Ögonblick och vågor (Clipă și talazuri).
- Îndoiește-te, cruciatule!  (sv:Tvivla, korsfarare!)
- Fantezie despre Goya
- Periplu sideral
- Voința Cerului [9]